# Duewag GT10 NC-DU
Duewag GT10 NC-DU je čtyřčlánková tramvaj, jež vznikla modernizací tříčlánkového modelu Duewag GT8 NC-DU, který vyráběl závod Duewag v německém Düsseldorfu mezi lety 1986 a 1993. Jednalo se o velkokapacitní tramvajové vozidlo, jež bylo vhodné i pro provoz na rychlodráhách. Celkem bylo vyrobeno 45 kusů, které byly určeny pro německé město Duisburg. V letech 1996–1998 všechny vozy byly rekonstruovány na typ GT10 NC-DU dosazením nového nízkopodlažního článku, který byl umístěn mezi původní tři články.

## Konstrukce
GT10 NC-DU je obousměrný desetinápravový motorový tramvajový vůz. Vozidlo se skládá ze čtyř článků, které jsou navzájem spojeny klouby a krycími měchy. Na každé straně vozu se nacházejí čtyři dveře. Kabiny řidiče jsou umístěny na obou koncích vozidla. Elektrický proud je odebírán z trolejového vedení pantografem na třetím článku. Napájecí napětí pro výzbroj činilo 750 V stejnosměrných. Tramvaje tohoto typu nejsou určeny pro rozchod koleje menší než 1435 mm.

## Dodávky tramvají
| Současný stát | Město    | Článek | Typ       | Roky dodávek | Počet vozů | Evidenční čísla | Poznámky                                      | Zdroj |
| ------------- | -------- | ------ | --------- | ------------ | ---------- | --------------- | --------------------------------------------- | ----- |
| Německo       | Duisburg | článek | GT8 NC-DU | 1986–1993    | 45         | 1001–1045       | všechny byly rekonstruovány na typ GT10 NC-DU | [ 3 ] |